# یواس‌اس دیکیتر (دی‌دی-۵)
یواس‌اس دیکیتر (دی‌دی-۵) (به انگلیسی: USS Decatur (DD-5)) یک کشتی بود که طول آن ۲۵۰ فوت (۷۶ متر) بود. این کشتی در سال ۱۹۰۰ ساخته شد.